# Chiquita
Chiquita Brands International Inc. là công ty sản xuất và buôn bán chuối và nông sản khác, dưới nhiều nhãn hiệu phụ, được gọi chung là Chiquita. Chiquita là công ty tiếp theo Công ty United Fruit và là công ty buôn bán chuối lớn nhất ở Hoa Kỳ. Năm 2003, Chiquita mua một công ty buôn bán nông sản Đức, Atlanta AG. Trước đây chủ Chiquita là tỷ phú Cincinnati Carl H. Lindner, Jr.; quyền sở hữu đa số của ông kết thúc khi Chiquita ra khỏi vụ phá sản theo chương 11, ngày 19 tháng 3 năm 2002.
Chiquita được thành lập năm 1871 bởi Henry Meiggs, người chủ hãng xe lửa Mỹ, dưới tên Công ty United Fruit. Năm 1970, nó trở thành Công ty United Brands. Cuối cùng, năm 1985, nó trở thành Chiquita Brands International.
Tháng 3 năm 2014, các ban giám đốc của Chiquita và Fyffes plc đều nhất trí tán thành thỏa thuận sáp nhập để tạo thành hãng chuối lớn nhất thế giới, với tên ChiquitaFyffes, trị giá khoảng một tỷ USD và chiếm 14% thị phần toàn cầu.